# Büdingen (Sarre)
Pour les articles homonymes, voir Büdingen et Budingen.
Büdingen est un quartier de la commune de Merzig en Sarre.

## Lieux et monuments

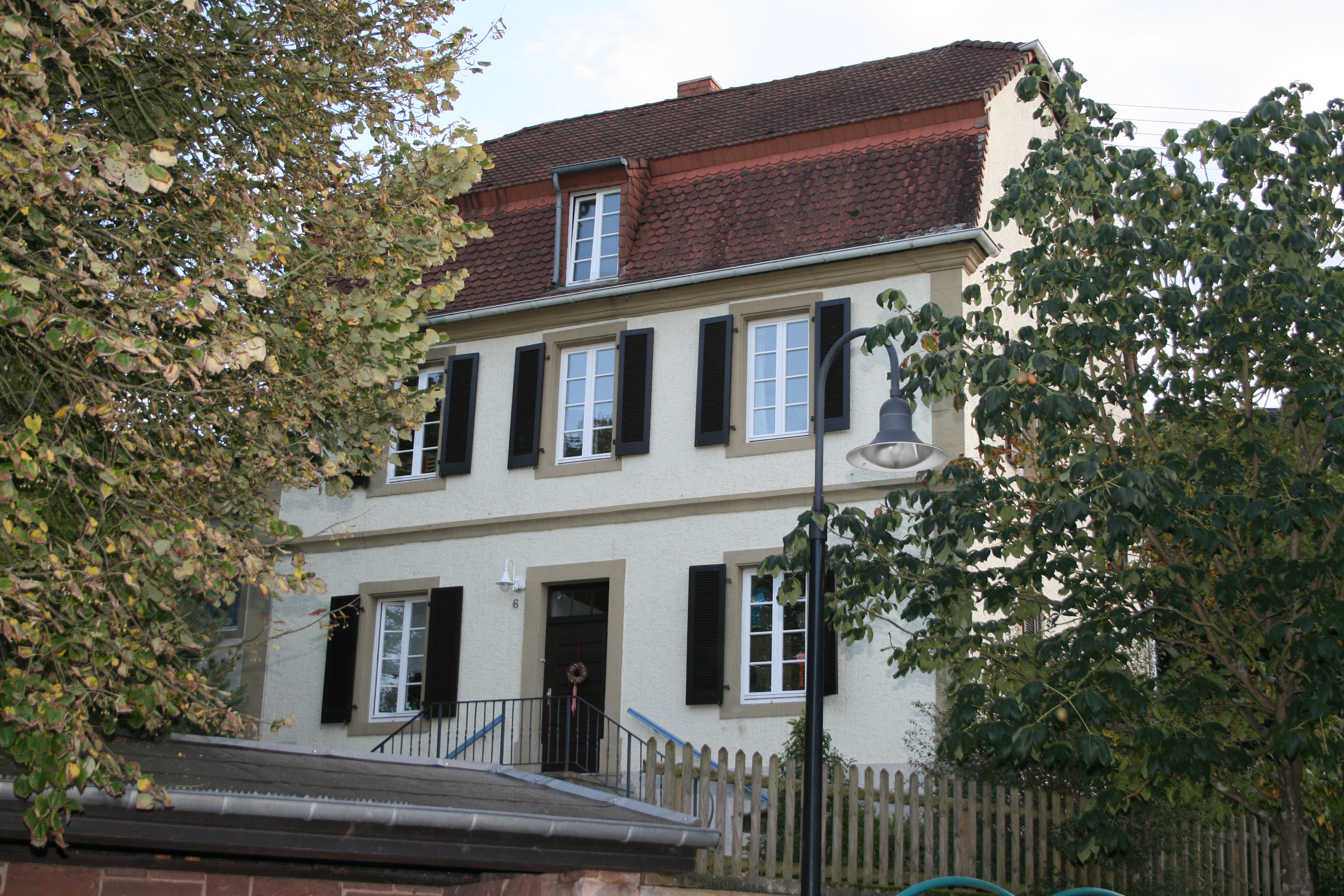
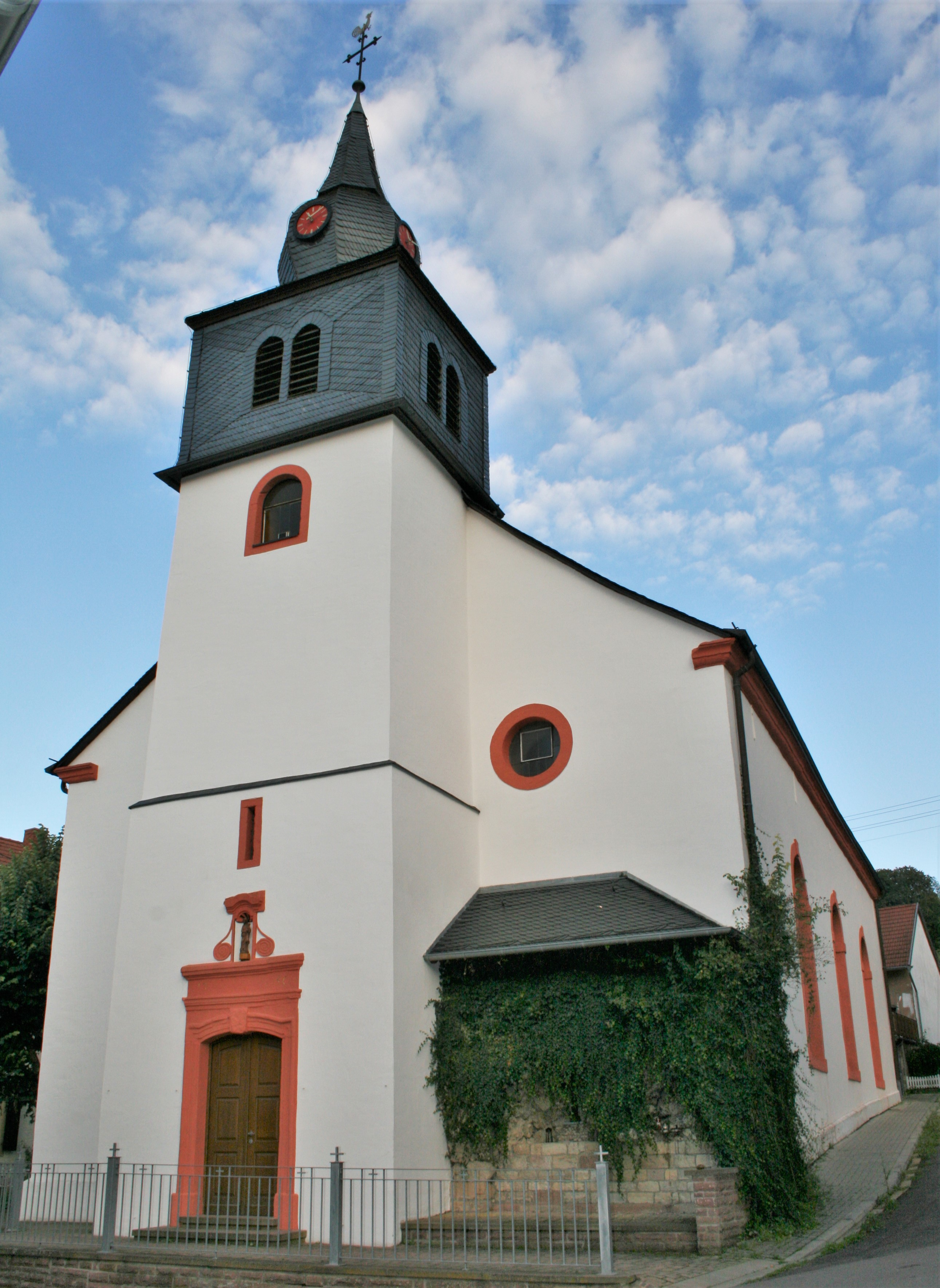
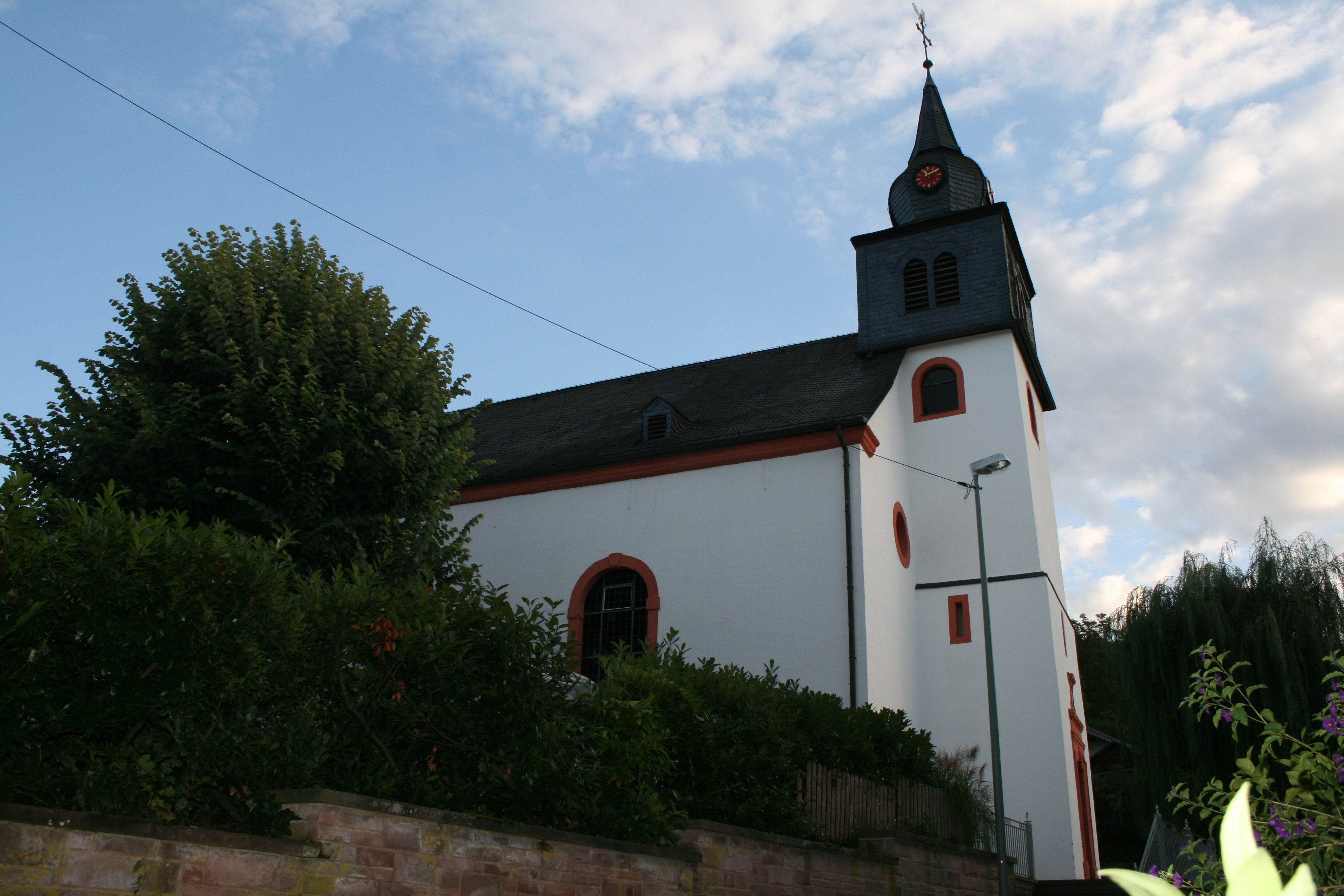